# Pacific Nations Cup 2007
La Pacific Nations Cup de 2007 fue la 2.ª edición del torneo de selecciones de rugby que organiza la ex International Rugby Board, hoy World Rugby.

## Equipos participantes
- Australia A
- Junior All Blacks
- Selección de rugby de Fiyi (Flying Fijians)
- Selección de rugby de Japón (Brave Blossoms)
- Selección de rugby de Samoa (Manu Samoa)
- Selección de rugby de Tonga (ʻIkale Tahi)

## Posiciones
| Pos. | Equipo            | Encuentros | Encuentros | Encuentros | Encuentros | Tantos  | Tantos    | Tantos     | Puntos Bonus | Puntos Totales |
| Pos. | Equipo            | jugados    | ganados    | empatados  | perdidos   | a favor | en contra | diferencia | Puntos Bonus | Puntos Totales |
| ---- | ----------------- | ---------- | ---------- | ---------- | ---------- | ------- | --------- | ---------- | ------------ | -------------- |
| 1    | Junior All Blacks | 5          | 5          | 0          | 0          | 228     | 34        | 194        | 5            | 25             |
| 2    | Australia A       | 5          | 3          | 1          | 1          | 172     | 104       | 68         | 2            | 16             |
| 3    | Samoa             | 5          | 3          | 0          | 2          | 96      | 67        | 29         | 1            | 13             |
| 4    | Fiyi              | 5          | 1          | 1          | 3          | 70      | 115       | - 45       | 3            | 9              |
| 4    | Tonga             | 5          | 1          | 0          | 4          | 69      | 184       | - 115      | 1            | 5              |
| 4    | Japón             | 5          | 1          | 0          | 4          | 51      | 182       | - 131      | 0            | 4              |

Nota: Se otorgan 4 puntos al equipo que gane un partido y 2 al que empate
Puntos Bonus: 1 punto por convertir 4 tries o más en un partido y 1 al equipo que pierda por no más de 7 tantos de diferencia
|  | Campeón |

## Resultados

### Primera fecha
| 25 de mayo | Australia A | 60 - 15 | Tonga |  |  |

| 26 de mayo | Fiyi | 30 - 15 | Japón |  |  |

| 26 de mayo | Samoa | 10 - 31 | Junior All Blacks |  |  |

### Segunda fecha
| 2 de junio | Fiyi | 8 - 57 | Junior All Blacks |  |  |

| 2 de junio | Tonga | 17 - 20 | Japón |  |  |

| 2 de junio | Australia A | 27 - 15 | Samoa |  |  |

### Tercera fecha
| 19 de mayo | Samoa | 8 - 3 | Fiyi |  |  |

| 9 de junio | Tonga | 13 - 39 | Junior All Blacks |  |  |

| 9 de junio | Australia A | 71 - 10 | Japón |  |  |

### Cuarta fecha
| 16 de junio | Japón | 3 - 13 | Samoa |  |  |

| 16 de junio | Fiyi | 15 - 21 | Tonga |  |  |

| 16 de junio | Junior All Blacks | 50 - 0 | Australia A |  |  |

### Quinta fecha
| 23 de junio | Samoa | 50 - 3 | Tonga |  |  |

| 23 de junio | Fiyi | 14 - 14 | Australia A |  |  |

| 24 de junio | Japón | 3 - 51 | Junior All Blacks |  |  |

| Bandera de Nueva Zelanda  |
| Campeón Junior All Blacks |
| Segundo título            |